# Dona nobis pacem (Vasks)
Pēteris Vasks zette Dona nobis pacem (‘Geef ons vrede’) op muziek in 1996. De tekst bestaat alleen uit deze drie woorden; deze drie woorden waren genoeg om weer te geven wat Vasks wilde zeggen.
Zijn Dona nobis pacem is in traditionele klanken geschreven. Vasks had zijn experimentele periode achter zich gelaten. Het ging er bij Vasks steeds vaker om, dat iets (muzikaal) gezegd werd; hij maakte zich steeds minder druk om hoe het gezegd werd. Vasks gebruikt bij zijn kerkmuziek het liefst alleen strijkers, dat geeft voldoende "zwaarte" aan de compositie, maar houdt tevens de muziek licht.

## Bron en discografie
- Uitgave Ondine: Letland Omroep Koor, Sinfonietta Riga, o.l.v. Sigvards Kļava